# Mycedium elephantotus
Mycedium elephantotus är en korallart som först beskrevs av Peter Simon Pallas 1766.  Mycedium elephantotus ingår i släktet Mycedium och familjen Pectiniidae. IUCN kategoriserar arten globalt som livskraftig. Inga underarter finns listade i Catalogue of Life.